# セルゲイ・キルジャプキン
セルゲイ・キルジャプキン（Сергей Александрович Кирдяпкин、Sergey Alexandrovich Kirdyapkin、1980年6月18日 - ）はロシアの陸上競技選手、専門は競歩。2012年ロンドンオリンピック男子50km競歩金メダル（のちドーピングにより剥奪）。身長178cm、体重66kg。モルドヴィア共和国インサル出身。

## 人物
2005年世界陸上競技選手権ヘルシンキ大会50km競歩に出場し、自己ベスト3時間38分08秒を記録し優勝。2009年世界陸上競技選手権ベルリン大会50km競歩では、セカンドベストとなる3時間38分35秒を記録し優勝した。またベルリンでの記録により2009年男子50km競歩世界ランキング1位に輝いた。2008年北京オリンピックでは50km競歩に出場したが途中棄権の結果に終わっている。
同じ競歩選手であり世界陸上選手権ベルリン大会女子20km競歩4位であるアニシャ・コルニコワと結婚。またワレリー・ボルチン、オルガ・カニスキナと同じくViktor Cheginの指導を仰いでいる。
2009年世界陸上競技選手権ベルリン大会50km競歩で2度目の優勝。
2012年ロンドンオリンピック50km競歩で念願の金メダルを獲得。
2015年1月生体パスポートを用いたドーピング検査で異常値を示したとして2012年末より3年2カ月の資格停止処分を受けた。
2016年3月24日、スポーツ仲裁裁判所はドーピングに関する国際陸上競技連盟の訴えを支持、これにより2012年ロンドンオリンピックの金メダルを剥奪された。

## 記録
- 20km競歩 - 1時間23分24秒（2003年）
- 50km競歩 - 3時間38分08秒（2005年）